# Kabát
Kabát — чешская хард-рок-группа, образованная в г. Теплице в 1983. Коллектив является одним из самых известных рок-коллективов Чехии.

## Биография группы
Группа была образована в городе Теплице (городке в ста километрах от Праги). В первоначальный состав группы входили бас-гитарист Милан Шпалек (чеш. Milan Špalek) и гитарист Томаш Крулих (чеш. Tomáš Krulich). Барабанщик Радек Гурчик (чеш. Radek "Hurvajs" Hurčík) и вокалист Йозеф Войтек (чеш. Josef Vojtek) присоединились к группе позднее. Другой гитарист, Ота Ваня (чеш. Ota Váňa) присоединился к группе в 1990.
Изначально Kabát позиционировалась как обычная местная рок-группа, которая выступала в своём родном городе и ближайших к нему населённых пунктах. Переломным моментом в истории группы стал 1991, когда группа выпустила свой первый альбом «Má ji motorovou» на местном отделении лейбла EMI. О группе становится известно по всей Чехии, участники коллектива получают хорошие отзывы критиков. В следующем году был выпущен живой альбом «Živě».
В 90-х годах группа выпускает восемь успешных альбомов — «Děvky ty to znaj» (1993), «Colorado» (1994), «Země plná trpaslíků» (1995), «Čert na koze jel» (1997), «Mega Hu» (1999), «Go Satane Go» (2000), «Suma Sumárum (best of)» (2001) и «Dole v dole» (2003). Альбом «Colorado» является одним из самых успешных в истории группы, и был выпущен тиражом 100 000 экземпляров. Альбом «Suma Sumárum», выпущенный в ноябре 2001, становится платиновым в Чехии и Словакии уже в первый месяц после релиза. Также музыка из этого альбома долгое время находилась на вершине чешского рок-чарта «IFPI ČR chart».
В 2002 группа организовывает концертный тур «Suma Sumárum 2002», выступая перед многотысячной публикой по всей Чехии. 7 октября 2003 Kabát выпускает новый альбом «Dole v dole». После успешных выступлений в Словакии, группа в этом же году организовывает гастрольный тур по странам восточной Европы в поддержку нового альбома, который, как и предыдущая работа участников группы становится платиновым буквально через несколько дней после выпуска.
В последующие годы участники Kabát получили много музыкальных наград. В 2004 коллектив становится лучшей рок-группой года по версии «Golden Nightingale Award poll». Также в этом году группа была удостоена ещё тремя номинациями «Czech Music Academy Awards»: «Группа года», «Лучший альбом» (за альбом «Dole v dole») и «Лучший музыкальный видеоклип года» (за видео «Dole v dole»).
В 2007 Kabát принимает участие на конкурсе песни Евровидение 2007. Это было дебютное участие Чехии в этом конкурсе. Несмотря на некоторую популярность группы в Европе, выступление проходит неудачно: получив всего один балл от Эстонии, группа финиширует последней в полуфинале. Выступление Kabát является одним из самых худших участий Чехии на этом конкурсе.
В 2010 группа выпустила свой новый альбом «Banditi di Praga».

## Дискография

### Альбомы
- Má jí motorovou (1991,EMI)
- Živě! (1992,EMI)
- Děvky ty to znaj (1993,EMI)
- Colorado (1994,EMI)
- Země plná trpaslíků (1995,EMI)
- Čert na koze jel (1997,EMI)
- MegaHu (1999,EMI)
- Go satane go (2000,EMI)
- Suma sumárum (2001,EMI)
- Dole v dole (2003,EMI)
- Corrida (2006,EMI)
- Banditi di Praga (2010,EMI)
- Do pekla/do nebe (2015)

### Живые альбомы
- Živě (1992)
- Po čertech velkej koncert (2009)

### DVD
- Kabát — Best of Video & Koncert Praha (2002)
- Dole v dole (2-discs) (2004)
- Corrida Turné (2007)
- Po čertech velkej koncert (2009)